# Джеймс Холман
Джеймс Холман, прозваний Сліпим мандрівником (англ. James Holman, 15 жовтня 1786, Ексетер — 29 липня 1857, Лондон) — англійський мандрівник і письменник-натураліст.

## Біографія
Син аптекаря. З 1798 добровольцем служив у Королівському військово-морському флоті, в 1807 отримав чин лейтенанта. В 1810, у плаванні біля берегів Америки, у нього була виявлена хвороба, яка вразила суглоби, а потім зір і до двадцяти п'яти років зробила його геть сліпим (крім того, він постійно відчував болісні болі і був обмежений у рухах). Він залишився приписаний до флоту, отримав довічну пенсію Віндзорського замку (1812).
За звичаями того часу, сліпі вважалися абсолютно безпорадними та соціально не дієздатними. Однак, Холман, виявив і розвинув в собі здібності ехолокації, не відмовився від активного способу життя. Він закінчив Единбурзький університет, де вивчав медицину і словесність, а в 1819—1821 здійснив подорож по європейських країнах (Франція, Італія, Швейцарія, Німеччина, Бельгія, Нідерланди) та після повернення опублікував свої подорожні записки (1822).
У тому ж 1822 році він вирушив в подорож Росією і дістався до Іркутська, але, запідозрений владою в шпигунстві, був зупинений, висланий до Польщі і повернувся додому через Австрію і Пруссію. Записки про російську подорож були опубліковані в 1825.
Наступною була подорож по Азії, Африці, Австралії та Америці в 1827—1832, чотири томи записок про цю експедицію вийшли у 1834—1835.
Останніми виявилися подорожі Холмана в Іспанії, Португалії, Молдови, Чорногорії, Сирії та Туреччини. Він помер через тиждень після завершення автобіографії «Розповіді про мої подорожі» (не опублікована і, швидше за все, не збереглася).
Похований на Хайгейтському кладовищі.

## Визнання
Був обраний членом Королівського товариства і Ліннеївского товариства. Дарвін посилався на праці Холмана у своєму Плаванні натураліста навколо світу на кораблі " Бігль (1839), описуючи флору Індійського океану. На острові Фернандо-По іменем Холмана названа річка.